# Еласмотерии
Еласмотериите (Elasmotherium) са изчезнал род гигантски носорози, ендемични за Евразия от времето на късния Плиоцен и Плейстоцена, съществували от преди 2,6 милиона години до само преди 50 000 години, а вероятно и до по-късно. Открити са фосили на три вида. Най-известният, Е. sibiricum е бил с размери на мамут. Смята се, че е имал голям, дебел рог на челото си, който е бил използван за отбрана, привличане на партньори, прогонване на конкуренти, разчистване на снега от тревата през зимата, копаене за вода и корени. Както всички носорози, Еласмотерият е бил растителнояден. Краката му са били по-дълги от тези на другите носорози и са давали възможност за галопиране. Руските палеонтолози от 19 век, които са открили първите фосили са били повлияни от древните легенди за огромен еднорог скитащ из степите на Сибир. Към днешна дата няма доказателства, които да опровергават или да потвърждават възможността че Еласмотерият да е просъществувал до исторически времена.